# Peter Vollebregt
Peter Vollebregt es un deportista neerlandés que compitió en vela en la clase Finn. Ganó una medalla de bronce en el Campeonato Europeo de Finn de 1977.

## Palmarés internacional
| Campeonato Europeo | Campeonato Europeo | Campeonato Europeo | Campeonato Europeo |
| Año                | Lugar              | Medalla            | Clase              |
| ------------------ | ------------------ | ------------------ | ------------------ |
| 1977               | Estambul (Turquía) | Medalla de bronce  | Finn               |